# Forestry Commission
Bei der 1919 gegründeten Forestry Commission handelt es sich um ein nicht-ministrielles Regierungsdepartment in Großbritannien. Sie ist die zuständige Behörde für die Forstwirtschaft und hat die Aufgabe, den Wald zu schützen, zu erweitern und seinen Wert für die Gesellschaft und die Umwelt zu steigern.

## Aufgabe
Die Forestry Commission verwaltet 7.720 km² Land in Großbritannien. Mit etwa 60 % der Gesamtfläche liegt der überwiegende Teil dieser Ländereien in Schottland. Weitere 26 % der Flächen befinden sich in England und die restlichen 14 % in Wales. Zu den Aufgaben der Forestry Commission gehören die Holzernte zur Versorgung der örtlichen Holzindustrie, die Wiederaufforstung, die Pflege der Wälder und die Verbesserung bzw. Überwachung ihres Umweltzustandes und ihrer Regenerationsfähigkeit. Sie soll die Erholungsfunktion des Waldes sicherstellen und ist außerdem die zuständige Behörde für die Überwachung und Regulierung der Forstwirtschaft in Großbritannien. In diesem Rahmen kann sie Fördermittel an Privatwaldbesitzer vergeben.

## Struktur
Die Organisation besteht aus einem Board of Commissioners (Direktorat von Beauftragten). Die Aufgaben der einzelnen Mitglieder dieses Gremiums sind durch eine Satzung festgelegt. Im Forestry Act sind sie zusammengefasst als: 1. Förderung der forstwirtschaftlichen Interessen, 2. Vorantreiben der Aufforstung, 3. Produktion von Holz und 4. die Versorgung der Holzwirtschaft.
Das Direktorat besteht aus einem Chairman (Vorsitzenden) und bis zu zehn weiteren Commissioners (Beauftragten/Kommissaren) einschließlich des Director General (Generaldirektor). Sie werden vom König oder der Königin auf Vorschlag des zuständigen Ministers ernannt – derzeit also von König Charles III. Die Beauftragten dieses Direktorats treffen sich mindestens viermal im Jahr zu einer Beratung über die langfristigen Ziele und Pläne für die Wald- und Forstwirtschaftsentwicklung. Sie sind dabei gesetzlich verpflichtet, die Balance zwischen der Produktion von Holz und der Walderhaltung zu suchen. Dies entspricht in etwa dem Nachhaltigkeitsgedanken in der deutschen Forstwirtschaft. Berichte des Gremiums werden unabhängig voneinander an den Minister in Westminster (England), den schottischen Minister in Edinburgh und den walisischen Parlament (Welsh Parliament) für deren jeweiligen Zuständigkeitsbereich versandt.
Ein weiteres Executive Board (ausführendes Direktorat) ist dem Generaldirektor und County Directors (Regionaldirektoren) zur Unterstützung beigeordnet. Es ist zuständig für die Entwicklung von Plänen nach den Vorgaben des Board of Commissioners und für die Durchführung des Tagesgeschäftes.
Mit Wirkung zum 1. April 2003 ist die Forestry Commission in separate Abteilungen für England, Schottland und Wales unterteilt worden. Diese Strukturänderung soll es ermöglichen, sich präziser der Politik der einzelnen Landesregierungen anzupassen und trotzdem unter gemeinsamem Dach länderübergreifend arbeiten zu können. Die Forestry Commission in jedem Land wird von einem Direktor geführt, der sie auch im Great Britain Board of Commissioners vertritt.

## Forest Research
Die Wald- und Forstwirtschaftliche Forschung wird von der Agentur Forest Research - the research agency of the Forestry Commission für ganz Großbritannien umgesetzt. Diese Forschungsanstalt gliedert sich in die Alice Holt Research Station, Northern Research Station und die Aberystwyth Research Unit. Die Agentur ist etwa mit den Forstlichen Versuchsanstalten in Deutschland vergleichbar, zu denen u. a. die Nordwestdeutsche Forstliche Versuchsanstalt gehört. Sie liefert wissenschaftliche Informationen zum Wald und dessen Entwicklung sowie zur nachhaltigen Forstbewirtschaftung.

## Walderholung
Die Forestry Commission ist der größte Anbieter von Outdoor-Aktivitäten in Großbritannien. Sie arbeitet mit verschiedenen Gruppen zusammen, um die Nutzung des Landes zu Erholungszwecken zu fördern, also etwa das Wandern, das Radfahren oder das Reiten. Derzeit gibt es viele solcher Projekte in Großbritannien. Bekannt ist im Vereinigten Königreich vor allem das erfolgreiche Projekt 7stanes in Schottland. Es umfasst sieben Mountainbikestrecken und erfreut sich großer Beliebtheit.
Ein weiteres Projekt ist die Foresttour, ein Musikfestival.

## Wälder
Einige der Wälder die von der Forestry Commission verwaltet werden:
- Aberdeen Woods
- Afan Forest Park
- Bedgebury Pinetum
- Dalby forest
- Delamere forest
- Glenmore Forest Park
- Grizedale forest
- Gwydyr Forest Park
- Kesteven Forest (Memento vom 18. Februar 2012 im Internet Archive)
- Salcey Forest
- Sherwood Forest
- Tay forest Park
- Thetford forest
- Westonbirt
- Forest of Dean

## Waldstruktur
Die absolute Mehrheit der Waldflächen wird von Nadelwald dominiert, nur etwas mehr als 90.000 ha der insgesamt 772.000 ha Fläche bestehen aus Laubwaldflächen.

## Referenzierung
1. ↑  Forest Statistics - Waldflächen (Memento des Originals vom 6. August 2008 im Internet Archive)  Info: Der Archivlink wurde automatisch eingesetzt und noch nicht geprüft. Bitte prüfe Original- und Archivlink gemäß Anleitung und entferne dann diesen Hinweis.
2. ↑  Archivierte Kopie (Memento des Originals vom 31. Oktober 2012 im Internet Archive)  Info: Der Archivlink wurde automatisch eingesetzt und noch nicht geprüft. Bitte prüfe Original- und Archivlink gemäß Anleitung und entferne dann diesen Hinweis.
3. ↑  Archivierte Kopie (Memento des Originals vom 8. Juli 2017 im Internet Archive)  Info: Der Archivlink wurde automatisch eingesetzt und noch nicht geprüft. Bitte prüfe Original- und Archivlink gemäß Anleitung und entferne dann diesen Hinweis.
4. ↑  Archivierte Kopie (Memento des Originals vom 20. Juli 2017 im Internet Archive)  Info: Der Archivlink wurde automatisch eingesetzt und noch nicht geprüft. Bitte prüfe Original- und Archivlink gemäß Anleitung und entferne dann diesen Hinweis.
5. ↑  Forest Statistics - Walderholung (Memento des Originals vom 4. März 2016 im Internet Archive)  Info: Der Archivlink wurde automatisch eingesetzt und noch nicht geprüft. Bitte prüfe Original- und Archivlink gemäß Anleitung und entferne dann diesen Hinweis.